# 新潟県道503号坊金虫川線
新潟県道503号坊金虫川線（にいがたけんどう503ごう ぼうかねむしかわせん）は、新潟県上越市にある一般県道。

## 概要

### 路線データ
- 起点：上越市安塚区坊金
- 終点：上越市浦川原区虫川字フケ2013番1[1]（国道253号交点）

## 路線状況

### 重複区間
- 国道403号（安塚区坊金地内 - 坊金三叉路）
- 新潟県道43号上越安塚浦川原線（浦川原区虫川地内(虫川の大杉入口交差点） - 虫川南交差点）

## 地理

### 交差する道路
- 国道403号（安塚区坊金地内 - 坊金三叉路）
- 新潟県道43号上越安塚浦川原線（浦川原区虫川地内(虫川の大杉入口交差点） - 虫川南交差点）
- 国道253号（虫川南交差点）